# 塞吉布拉許
塞吉布拉許（英文：Sagebrush）是一個位於加拿大英屬哥倫比亞省湯普森-尼古拉地區甘露市區南岸的一個鄰里社區。因此地區鄰近甘露市中心而常被統稱為市中心區域。塞吉布拉許西以彼得森溪鄰下撒哈里；南以1號、5號、97號公路共線區段接薔薇丘；哥倫比亞街以北屬甘露市中心；耶洛黑德橋以東則為維利維尤。

## 境內設施

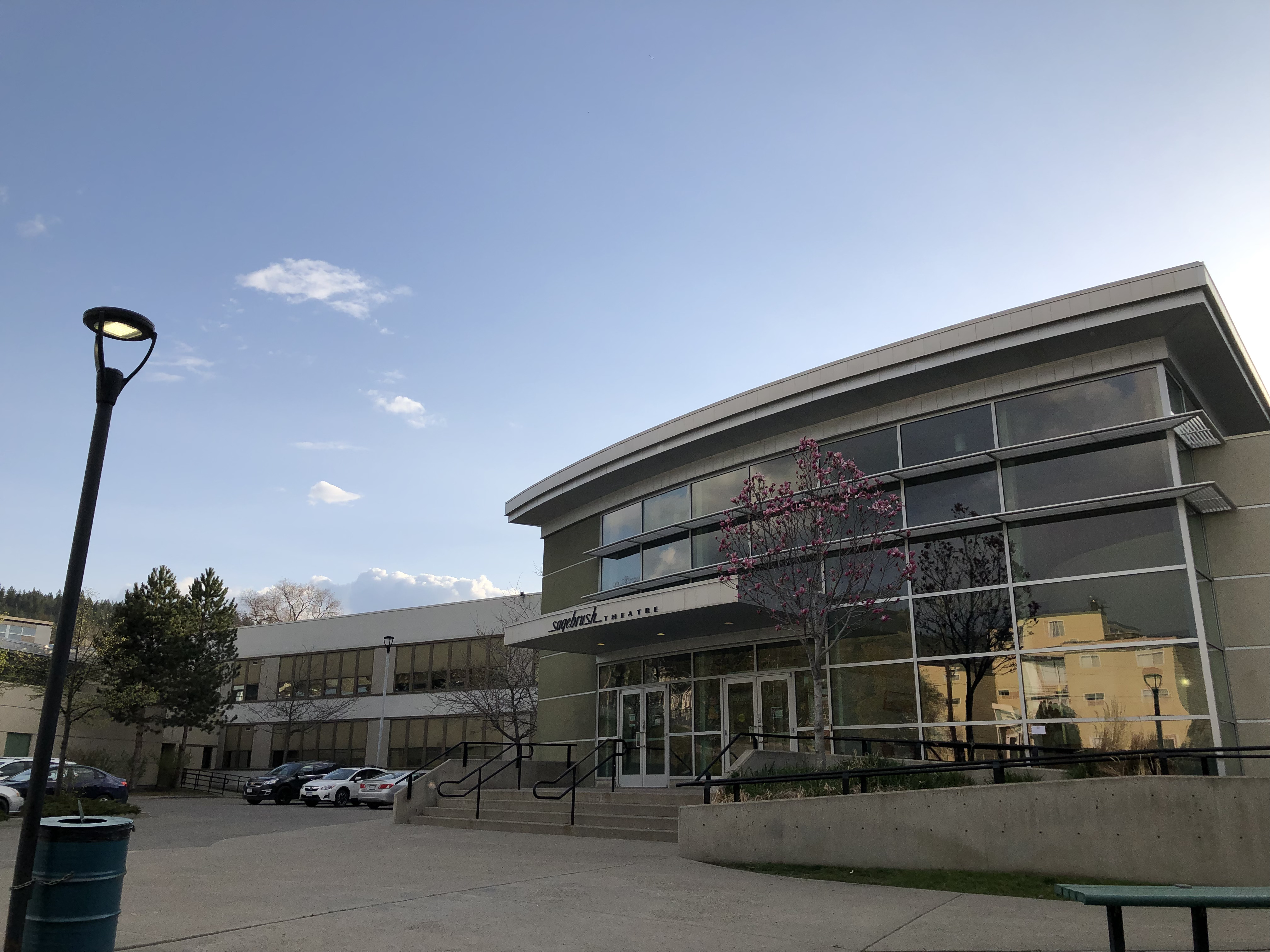
塞吉布拉許戲院

- 彼得森溪自然公園
- 南甘露中學
- 塞吉布拉許戲院
- 甘露藝術學校
- 勞埃德·喬治小學
- 安詳街公墓
- 考恩公園
- 73號學區辦公室
- 省立長者公墓[2]

## 交通
塞吉布拉許位於甘露市中心南側，故常被認定為市中心的一部，也因此有市區公車路線經過和市區次要幹道聯絡。甘露交通系統6號市區公車「市區環線」駛經塞吉布拉許境內共有11個站點；次要幹道的第六大街、第九大街、第十一大街和福萊澤街也有經過此區。

## 資料來源
1. ↑  . City of Kamloops.   [2022-08-15]. Neighborhoods
2. ↑  .   [2022-07-07]. （原始内容存档于2022-07-07）.
3. ↑  .   [2022-07-07]. （原始内容存档于2022-07-07）.
4. ↑  .   [2022-07-07]. （原始内容存档于2022-02-18）.